# Заза
Зазите са ирански народ, живеещ предимно в източна Турция, над 3 000 000 души или около 4 – 5% от населението на Турция. Значителни емигрантски групи са се оформили в Западна Европа, като: Германия, Белгия, Нидерландия и други.

## Разселение
Зазите са заселени главно в източните и югоизточните вилаети на Турция. Според една хипотеза, хората заза са се преселили тук от планинския район Дайлам, разположен на юг от Каспийско море. Северните зази обитават предимно района на Дерсим - сегашният турски вилает Тунджели. Централните зази живеят в провинция Бингол. Южните - на първо място районът на град Сиверек във вилает Шанлиурфа. Заза също живеят в съседни вилаети, включително района около град Диарбекир.
След потушаването на кюрдското въстание в Дерсим през 1938 г., много от тях са насилствено преселени в турските градове Айдън, Биледжик, Бурдур, Бурса, Баликесир, Денизли, Зонгулдак, Къркларели, Кутахя, Мугла, Спарта, Текирдаг, Чанаккале, Едир Ескишехир.
В Европа също има значителна диаспора (около 300 000 души), предимно в Австрия, Белгия, Германия, Нидерландия и Швейцария.
Общият брой на говорещите зазаки не е известен, тъй като не се отчита в преброяванията. Приблизителните оценки варират от 2 милиона до 4 милиона души.

## Език и религия
Повечето от зазите говорят турски, а много от тях и кюрдски. Говорещите Зазаки обикновено се смятат за част от кюрдската общност, и поради това в кюрдската литература зазаки обикновено се разглежда като диалект на кюрдския език. Независимо от това, разликите между зазаки и други кюрдски диалекти са доста дълбоки, взаимното разбиране между тях е доста проблематично и затова сред лингвистите е обичайно да се счита зазаки като отделен език или един от кюрдските езици. Тази позиция се заема от германските иранци от XIX-XX век. След публикуването на книгата „Диалектите на Зазаки“ (том 10 от пълните трудове по персийски и кюрдски езици на Пруската академия на науките), тази гледна точка става доминираща в Германия.
Повечето от Зазите са алеви, малка част са мюсюлмани (около 10%).